# Пляс-Марешаль-Леклерк
Пляс-Марешаль-Леклерк (Pl. Maréchal Leclerc) — центральная площадь на территории французского города Пуатье. На ней расположены исторические и культурные достопримечательности, городская ратуша и театр.

## История
Пляс-Марешаль-Леклерк расположена в центре города Пуатье. От железнодорожного вокзала ее отделяет 600 метров. К северу от этой площади располагается церковь Нотр-Дам-ля-Гранд. Рядом с площадью расположены улицы рю-Ренар (фр. rue Renard) и рю-Гамбетта (фр. rue Gambetta).
На площади расположена ратуша, построенная в ренессансном стиле в 1869—1876 годах. На углу площади расположено здание театра.

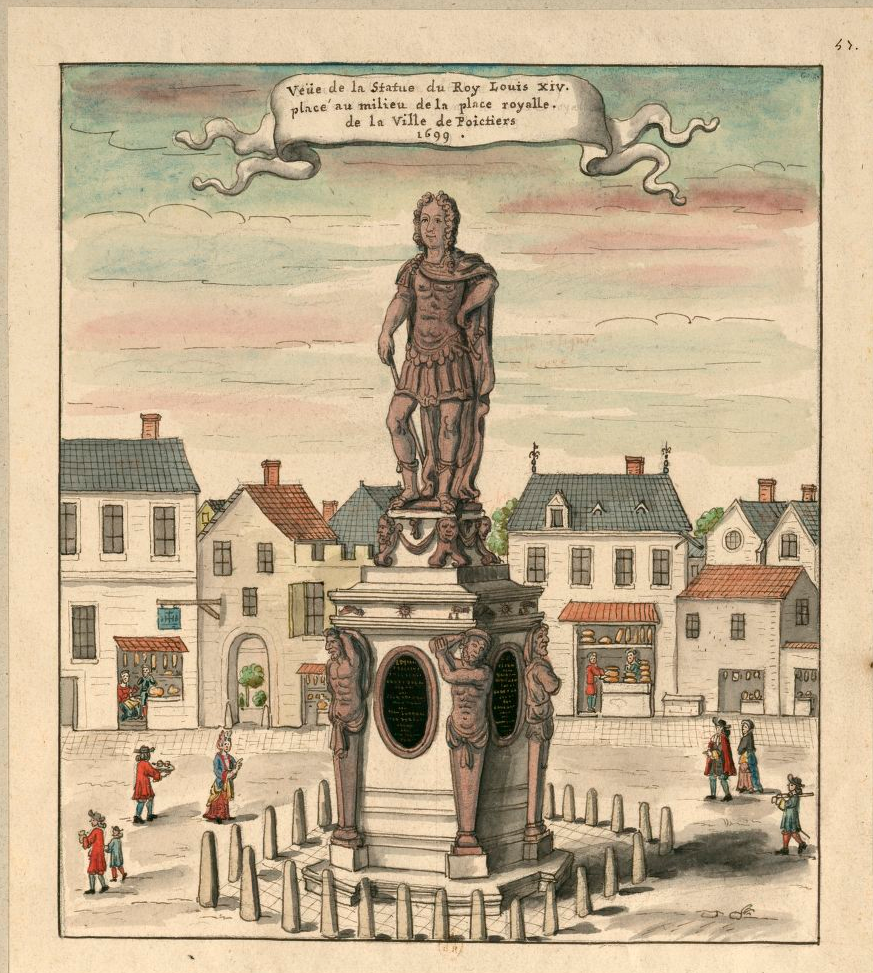
Когда-то на площади стояла статуя Людовика XIV

Первые упоминания о пляс-Марешаль-Леклерк относятся к 1058 году, это место обозначается как старый форум. Во времена средневековья эта территория была экономическим центром города. В XVII веке на пляс-Марешаль-Леклерк была открыта статуя Людовика XIV. Эта работа была выполнена скульптором Жируаром (фр. Girouard) из камня, окрашенного в бронзовый цвет. А сама площадь называлась Королевской площадью. В период Французской революции статуя была разрушена, а место получило название Национальной площади.
В 1830 году эта территория называлась уже «Place d’Armes», что напоминало о военных парадах, которые там проводились. В 1948 году это место получило название пляс-Марешаль-Леклерк в честь маршала Филиппа Леклерка, который учился когда-то в Пуатье.

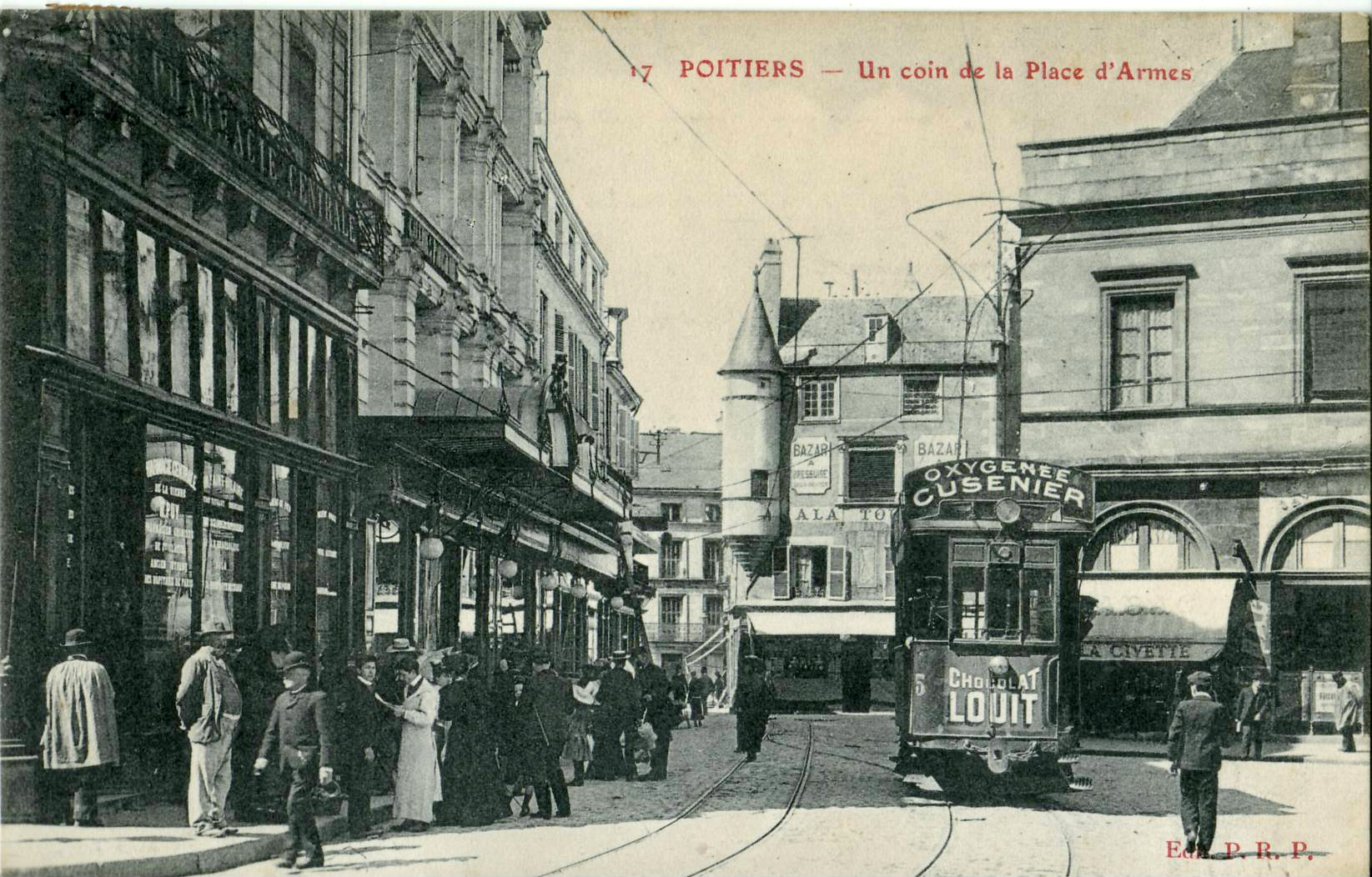
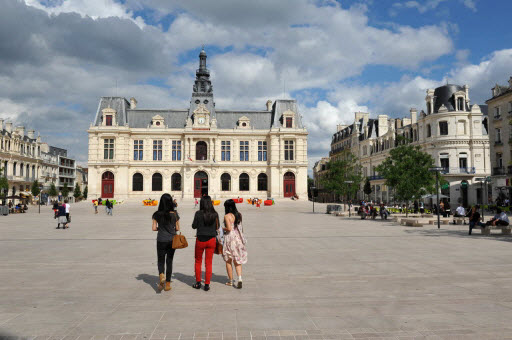
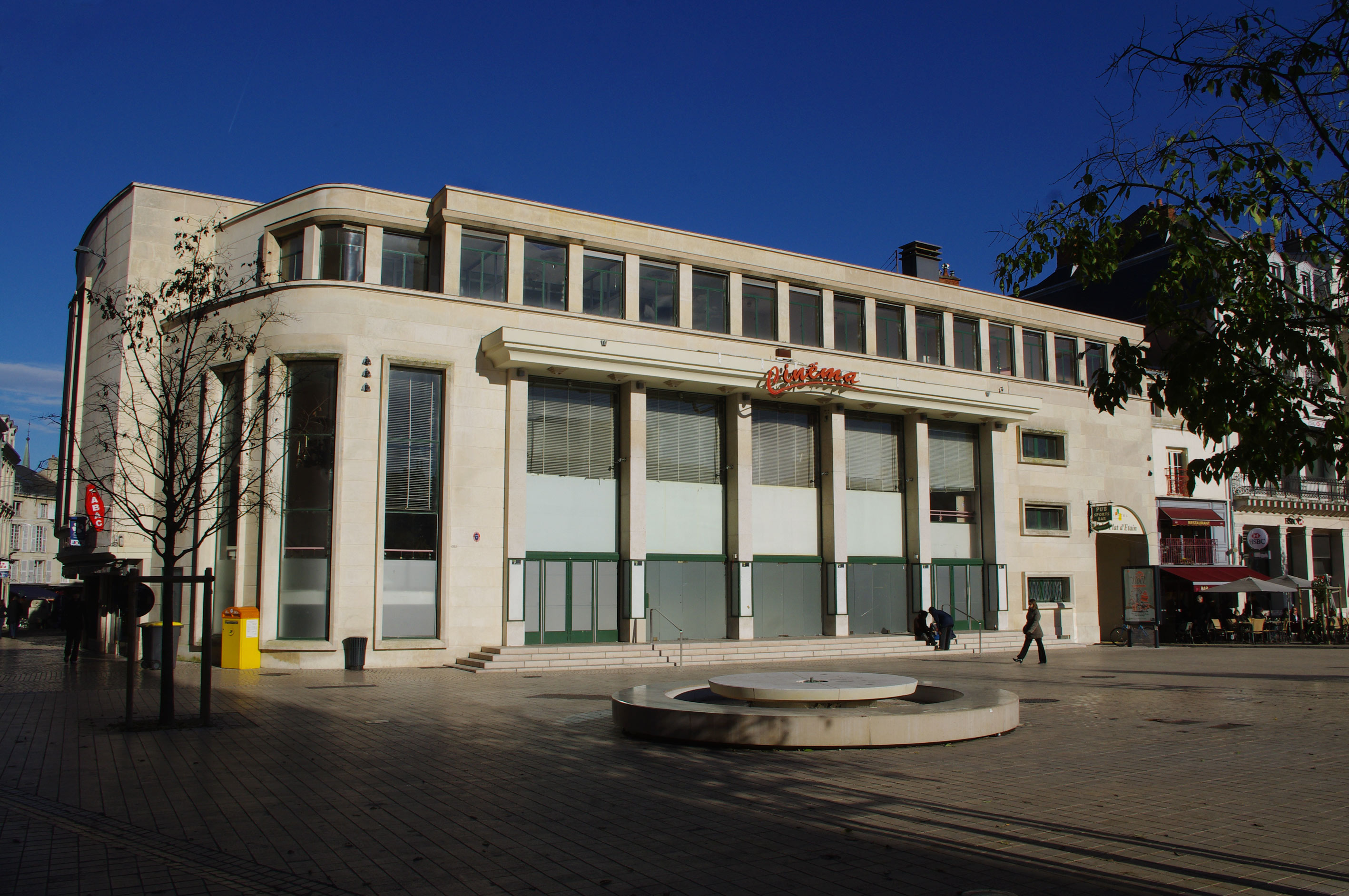
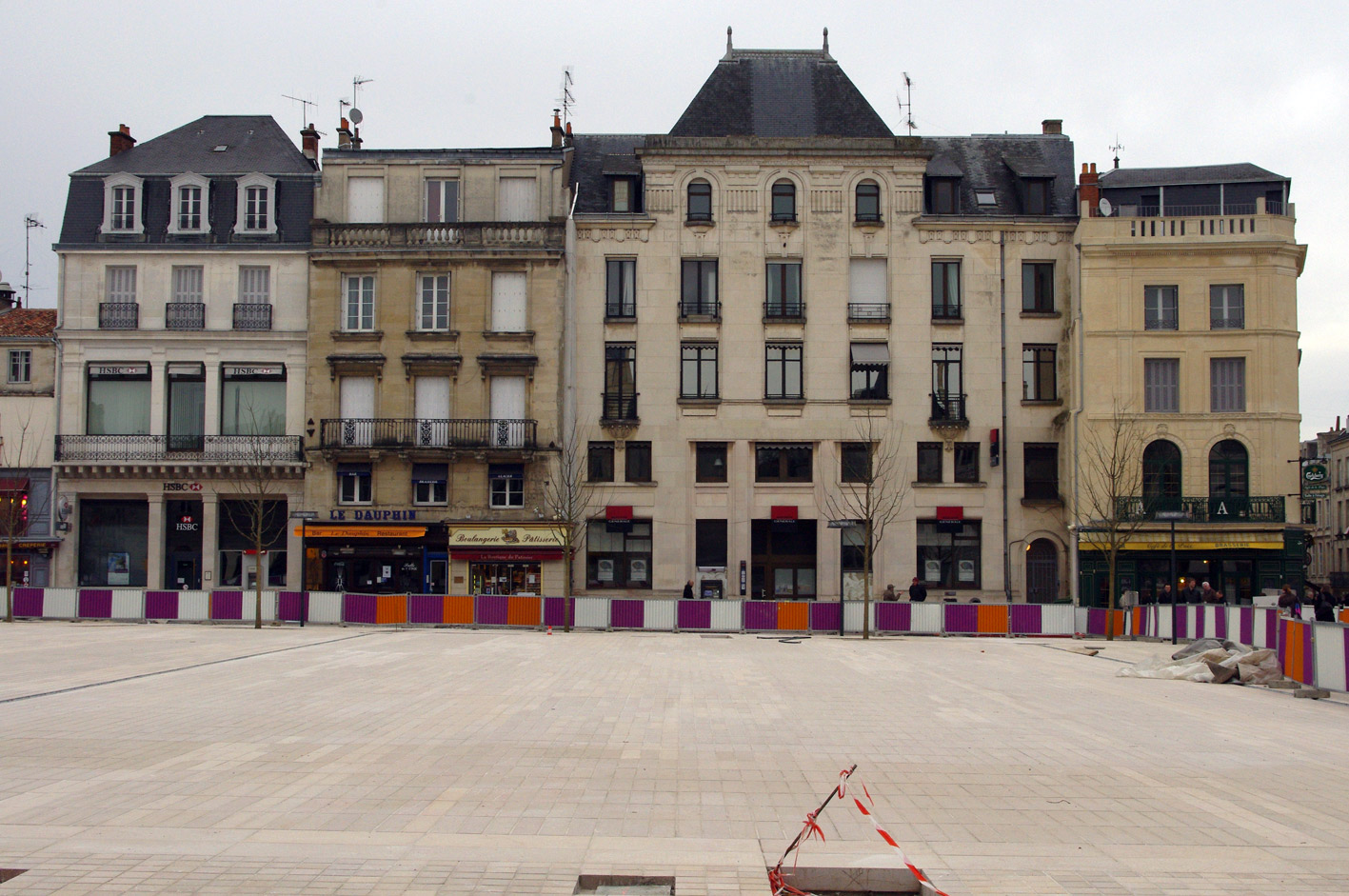
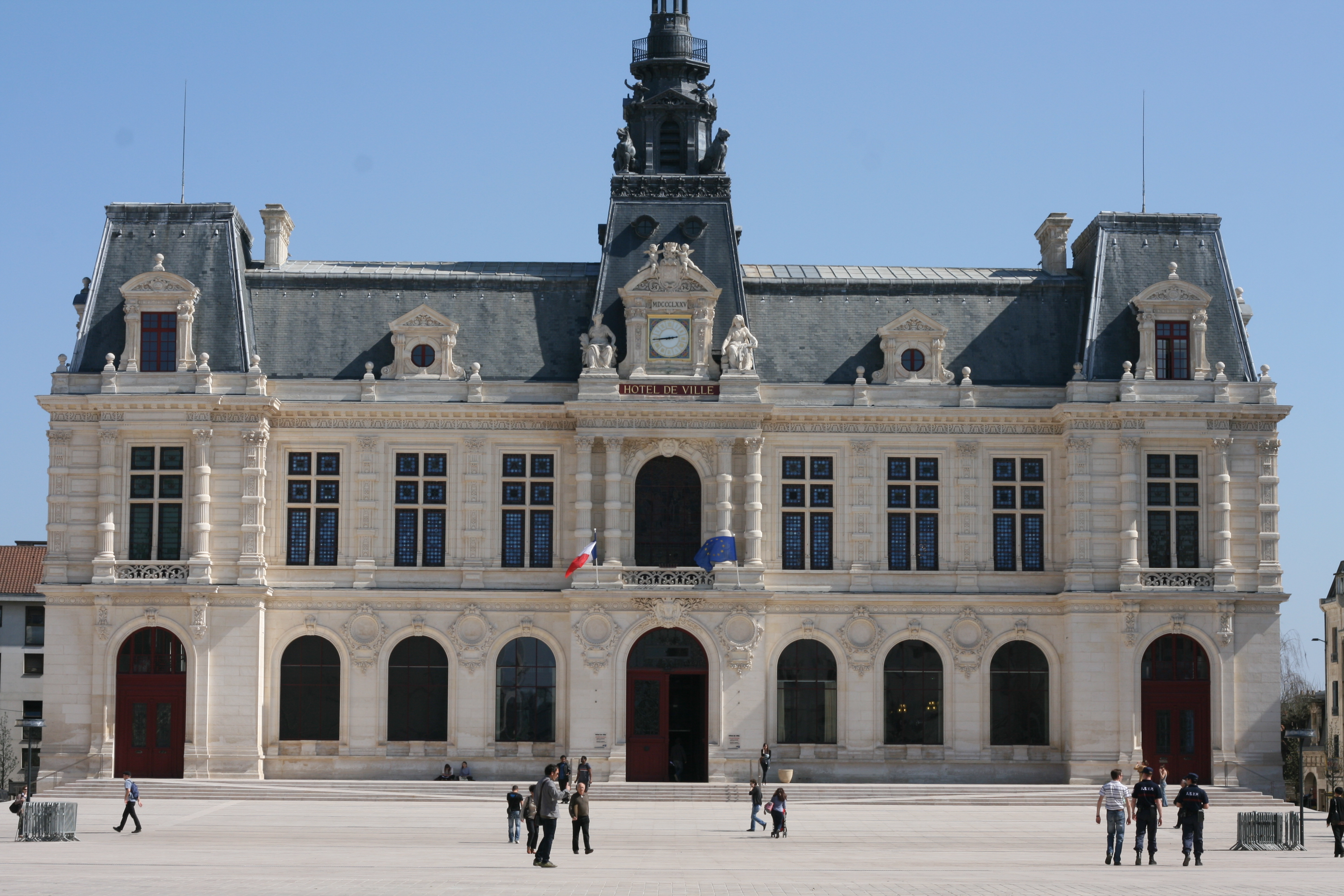
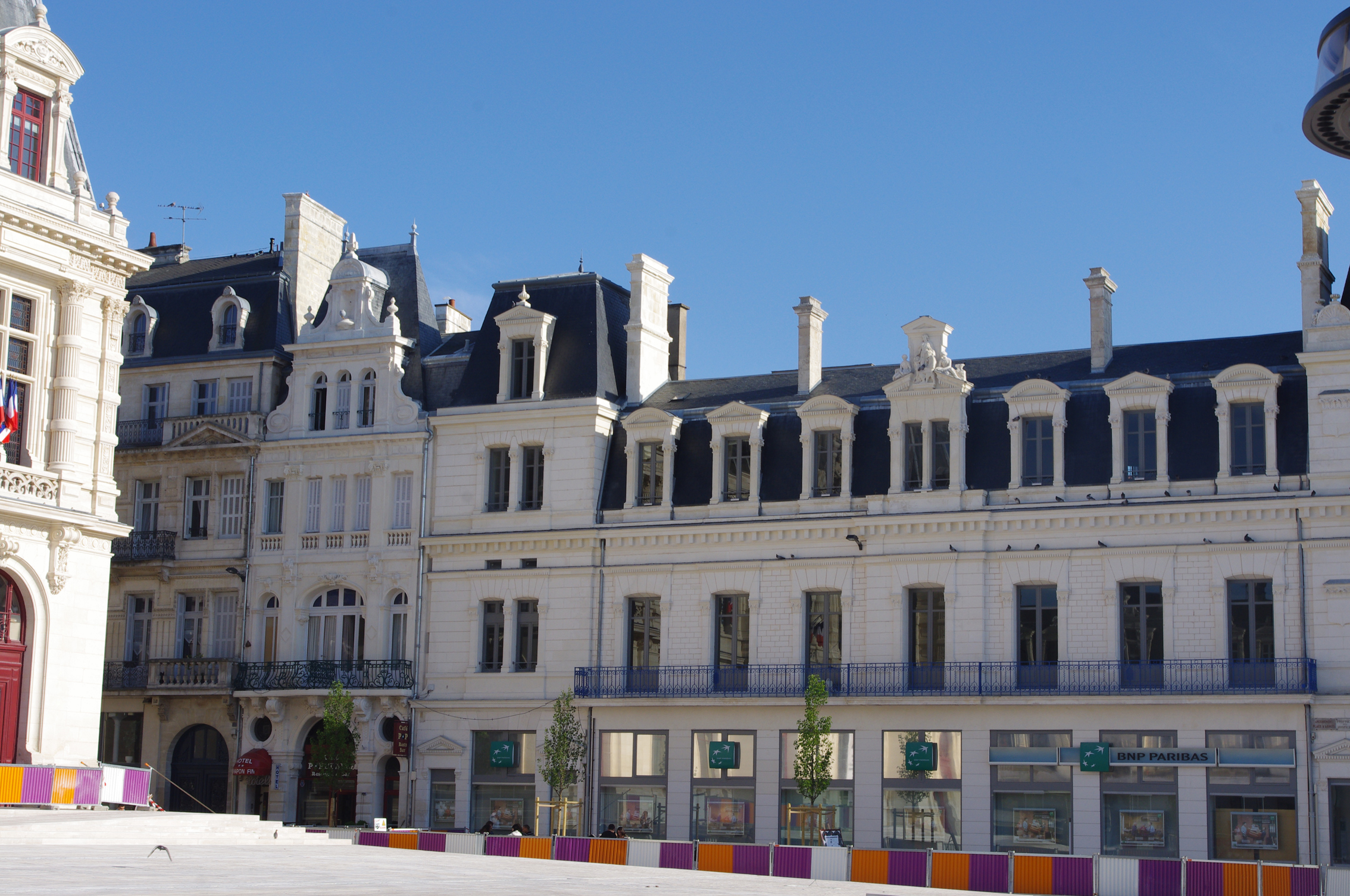
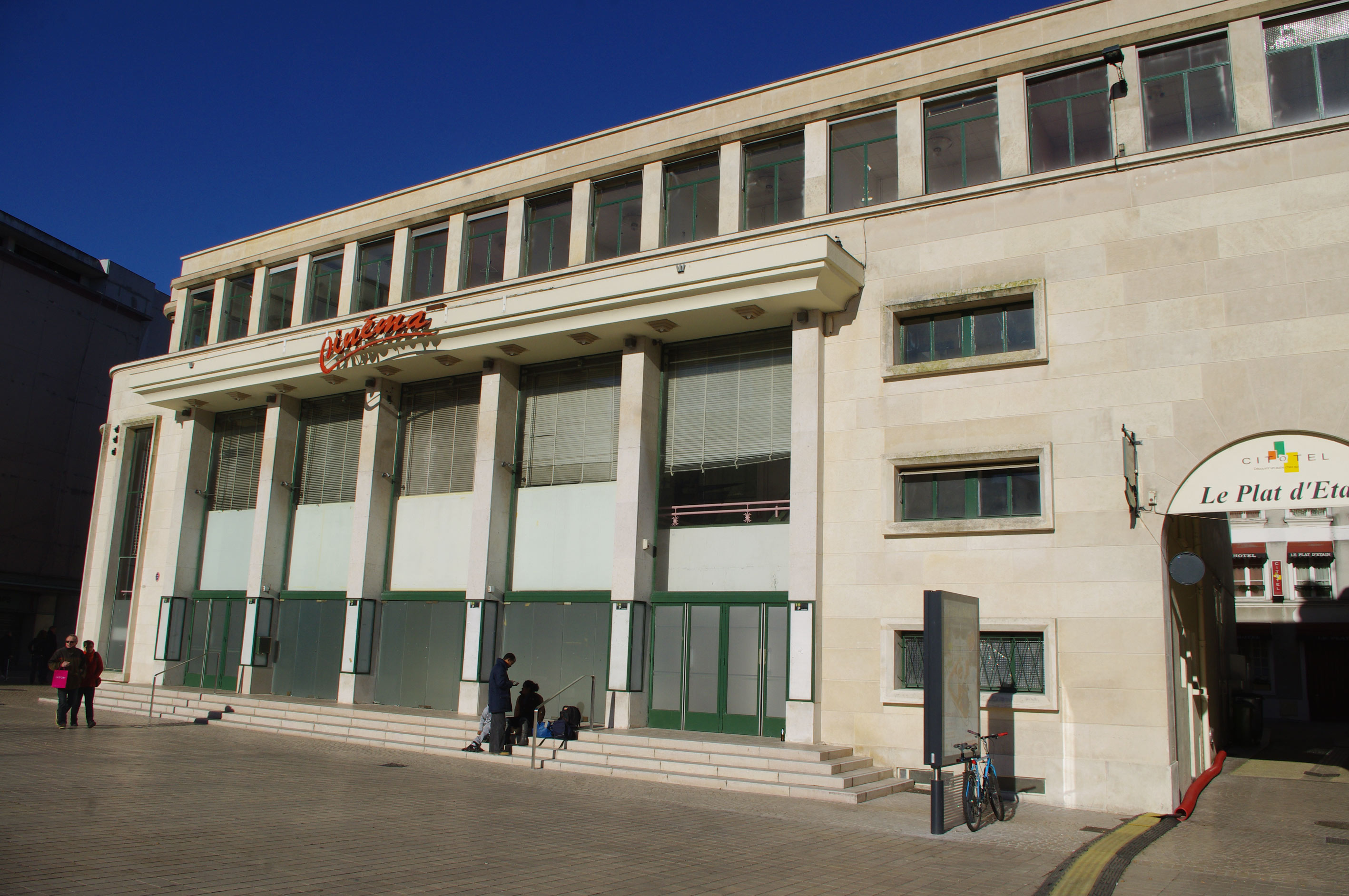
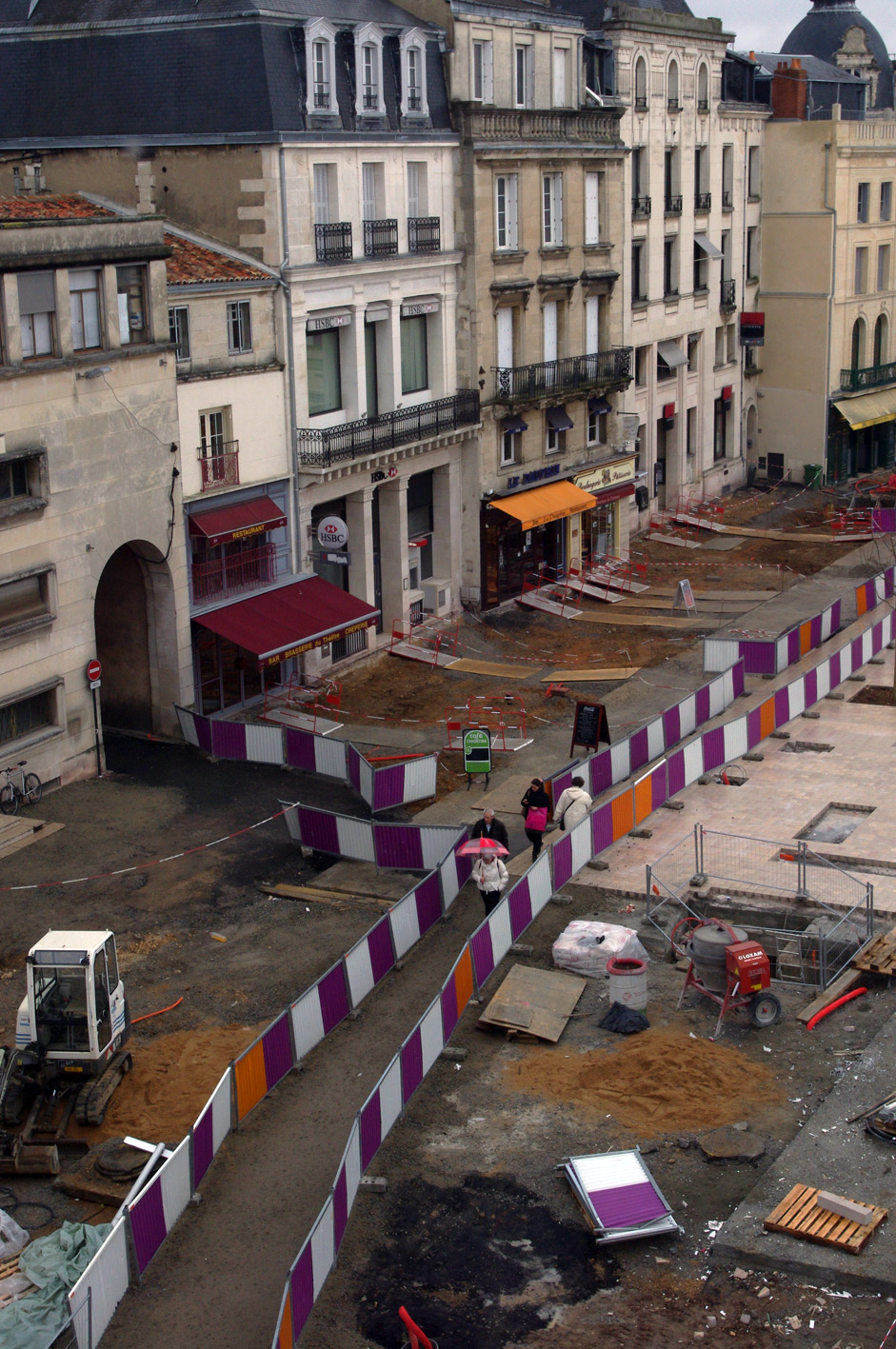
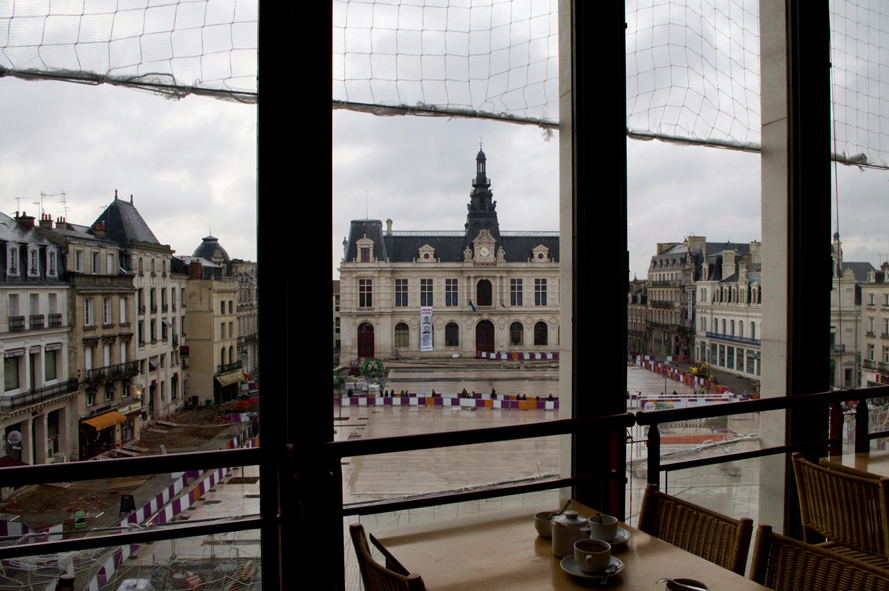